# 칠성장어목
칠성장어목(七星長魚目, Petromyzontiformes)은 칠성장어류에 속하는 무악류 척추동물 목이다(때때로 잘못하여 lamprey eel이라 불림). 성체 칠성장어는 이빨이 있는 깔때기 모양의 빨판 입으로 특징지어진다. "lamprey"라는 일반 명칭은 라틴어 lampetra에서 유래한 것으로 보이며, 이는 "돌을 핥는 것"(lambere = 핥다 + petra = 돌)을 의미할 수 있으나, 어원은 불확실하다. 영어에서는 "lamprey"가 복수형으로도 사용된다.
현재 약 38종의 현존 칠성장어가 알려져 있으며, 7종 정도의 멸종된 종도 확인되어 있다. 칠성장어는 3개의 과로 분류되며, 그 중 2개의 작은 과(Geotriidae, Mordaciidae)는 남반구에, 1개의 큰 과(Petromyzontidae)는 북반구에 분포한다.
전적 증거에 따르면 칠성장어는 무악류의 또 다른 살아있는 그룹인 먹장어(hagfish)와 가장 가까운 관계이며, Cyclostomi(둥근입류)라는 상강(superclass)을 형성한다. 칠성장어의 줄기군 화석은 데본기 말(약 3억 6천만 년 전)부터 나타나며, 현재와 유사한 형태는 쥐라기(약 1억 6천 3백만 년 전)부터 확인된다. 현대 칠성장어 과들은 중쥐라기에서 백악기 말 사이에 갈라진 것으로 추정된다.
현대의 칠성장어는 대부분의 생애를 유충(ammocoete) 상태로 보낸다. 이 시기에는 퇴적물 속에 파묻혀 여과섭식(filter feeding)을 한다. 성체가 되는 육식성 칠성장어는 가장 잘 알려진 형태로, 다른 물고기(드물게 해양 포유류 포함)의 살을 파고들어 살이나 피를 먹는다. 그러나 이러한 포식 행동을 하는 종은 전체 38종 중 18종에 불과하다. 이 중 9종은 바다에서 민물로 산란을 위해 이동하며(일부는 민물에도 존재), 나머지 9종은 전적으로 민물에서 생활한다. 비육식성 칠성장어는 모두 민물종이며, 성체가 된 후에는 먹이를 먹지 않고 유충 시기에 저장한 에너지로 생존한다.

## 분포
칠성장어는 주로 연안 해역과 민물에서 서식하며, 전 세계 온대 지역 대부분에서 발견된다. 일부 종, 예를 들어 Geotria australis, Petromyzon marinus, Entosphenus tridentatus 등은 개체군 간 생식 격리가 없다는 점에서 알 수 있듯이, 탁 트인 대양을 가로질러 장거리를 이동하기도 한다. 다른 종들은 육지에 고립된 호수에도 서식한다.
칠성장어의 유충인 아모코에트(ammocoetes)는 수온이 높은 환경에 대한 내성이 낮아, 칠성장어는 일반적으로 열대 지역에서는 발견되지 않는다.
칠성장어의 분포는 하천 서식지의 파괴, 남획, 수질 오염 등으로 인해 부정적인 영향을 받을 수 있다. 예를 들어, 11세기 노르만 왕조가 영국을 정복하던 시기에는 칠성장어가 템스강의 상류인 피터셤(Petersham)까지 서식했으나, 이후 산업화와 오염으로 그 수가 감소하였다. 그러나 최근 템스강과 위어강의 수질이 개선되면서, 런던과 체스터르스트리트에서 칠성장어가 다시 발견되고 있다.
또한, 댐이나 기타 인공 구조물은 칠성장어의 이동 경로를 차단하거나 산란지 접근을 방해하여 분포에 악영향을 줄 수 있다. 반대로, 인공 수로가 새로운 서식지를 제공하기도 하는데, 특히 북아메리카에서는 바다칠성장어가 인공 수로를 통해 오대호로 유입되어 해로운 침입종으로 번식하게 되었다. 이로 인해 일부 지역에서는 칠성장어 개체 수를 조절하기 위한 적극적인 방제 프로그램이 시행되고 있으나, 식수 오염에 대한 우려로 인해 그 방식에 조정이 가해지고 있다.

## 하위 과
- 주머니칠성장어과 (Geotriidae)
  - 주머니칠성장어속 (Geotria)
- 모르다키아과 (Mordaciidae)
  - 모르다키아속 (Mordacia)
- 칠성장어과 (Petromyzontidae)
  - 카스피칠성장어속 (Caspiomyzon)
  - 태평양칠성장어속 (Entosphenus)
  - 칠성말배꼽속 (Eudontomyzon)
  - 밤칠성장어속 (Ichthyomyzon)
  - 람페트라속 (Lampetra)
  - 다묵장어속 (Lethenteron)
  - 바다칠성장어속 (Petromyzon)
  - 멕시코칠성장어속 (Tetrapleurodon)